# Поцелуй Иуды (фильм, 1998)
«Поцелу́й Иу́ды» (англ. Judas Kiss) — криминальная драма 1998 года режиссёра Себастьяна Гутьерреса, ставшая его дебютным фильмом. В главных ролях Карла Гуджино, Саймон Бейкер, Эмма Томпсон и Алан Рикман. Премьера состоялась на «Кинофестивале в Торонто» в 1998 году. Фильм получил премию критиков на Festival du Film Policier de Cognac в 1999 году.

## Сюжет
Коко Чавес (Карла Гуджино) и её любовник Джуниор Армстронг (Саймон Бейкер) — мелкие мошенники, зарабатывающие на шантаже и секс-преступлениях. Их первым большим делом становится похищение компьютерного гения Бена Дайсона (Грег Уайз), за выкуп которого они просят 4 миллиона долларов. Они нанимают Лизарда Браунинга (Гил Беллоуз) и Рубена Рубенбауэра (Тиль Швайгер), владеющих оружием и техникой. Во время похищения, они случайно убивают молодую жену сенатора Руперта Хорнбека (Хэл Холбрук) из Луизианы.
Коко и её соучастников преследуют агент ФБР Сэди Хокинс (Эмма Томпсон) и детектив Дэвид Фридман (Алан Рикман). Кроме того, Коко и Джуниору также приходится иметь дело с нанятым сенатором киллером, который должен им отомстить.
Детектив Фридман выясняет, что убийство произошло не случайно. Его подозрения подтверждаются, когда сенатор Хорнбек, угрожая ему, предлагает сотрудничество. Почти доведя до конца безупречное преступление, члены банды сталкиваются с предательством одного из них.

## В ролях
| Актёр             | Роль                          |
| ----------------- | ----------------------------- |
| Карла Гуджино     | Коко Чавес                    |
| Саймон Бейкер     | Джуниор Армстронг             |
| Эмма Томпсон      | Сэди Хокинс агент ФБР         |
| Алан Рикман       | детектив Дэвид Фридман        |
| Гил Беллоуз       | Лизард Браунинг               |
| Тиль Швайгер      | Рубен Рубенбауэр              |
| Хэл Холбрук       | сенатор Руперт Хорнбек        |
| Грег Уайс         | Бен Дайсон компьютерный гений |
| Роско Ли Браун    | шеф Бликер                    |
| Филип Бейкер Холл | Побби Малаверо                |
| Джоуи Слотник     | Уолтерс                       |
| Лиза Айкхорн      | Мэри-Эллен Флойд              |
| Ричард Рили       | охранник                      |
| Джек Конли        | детектив Мэтти Граймс         |
| Уильям Лакинг     | Уолли                         |
| Филлида Ло        | кричащая женщина              |